# Букачачинское городское поселение
Городско́е поселе́ние «Букачачинское» — муниципальное образование в Чернышевском районе Забайкальского края Российской Федерации.
Административный центр — пгт Букачача.

## История
Статус и границы городского поселения установлены Законом Читинской области от 19 мая 2004 года «Об установлении границ, наименований вновь образованных муниципальных образований и наделении их статусом сельского, городского поселения в Читинской области».

## Население
| 2009  | 2010  | 2011  | 2012  | 2013  | 2014  | 2015  |
| ----- | ----- | ----- | ----- | ----- | ----- | ----- |
| 2802  | ↘2475 | ↘2455 | ↘2371 | ↘2277 | ↘2205 | ↘2131 |
| 2016  | 2017  | 2018  | 2019  | 2020  | 2021  |       |
| ↘2051 | ↘1981 | ↘1943 | ↘1868 | ↘1783 | ↘1410 |       |

## Состав городского поселения
| № | Населённый пункт | Тип населённого пункта      | Население |
| - | ---------------- | --------------------------- | --------- |
| 1 | Бородинск        | село                        | ↘44       |
| 2 | Букачача         | пгт, административный центр | ↘1348     |
| 3 | Бухта            | село                        | ↘27       |
| 4 | Усть-Горбица     | село                        | ↘2        |